# 저탄소전력
저탄소 전기(low-carbon electricity) 또는 저탄소 전력(low-carbon power)은 화석 연료를 사용하는 발전과 비교하여 생애주기 전반에 걸쳐 상당히 적은 온실가스 배출량을 가진 전기를 생산하는 것을 의미한다. 저탄소 전력으로의 에너지 전환은 기후 변화를 제한하기 위해 필수적인 가장 중요한 조치 중 하나다.
저탄소 발전원에는 풍력, 태양광, 원자력 및 대부분의 수력 발전이 포함된다. 이 용어는 일반적으로 화석 연료 발전소 자원을 제외하며, 구체적으로 연료 가스 이산화탄소 시스템과 성공적으로 결합한 특정 부분의 화석 연료 발전 시스템만을 설명하는 데 사용된다. 2020년 전 세계 전력 생산의 거의 40%가 저탄소 자원에서 나왔다. 원자력이 약 10%로, 거의 10%가 풍력 및 태양광, 약 20%가 수력 및 기타 재생 에너지다.

## 역사

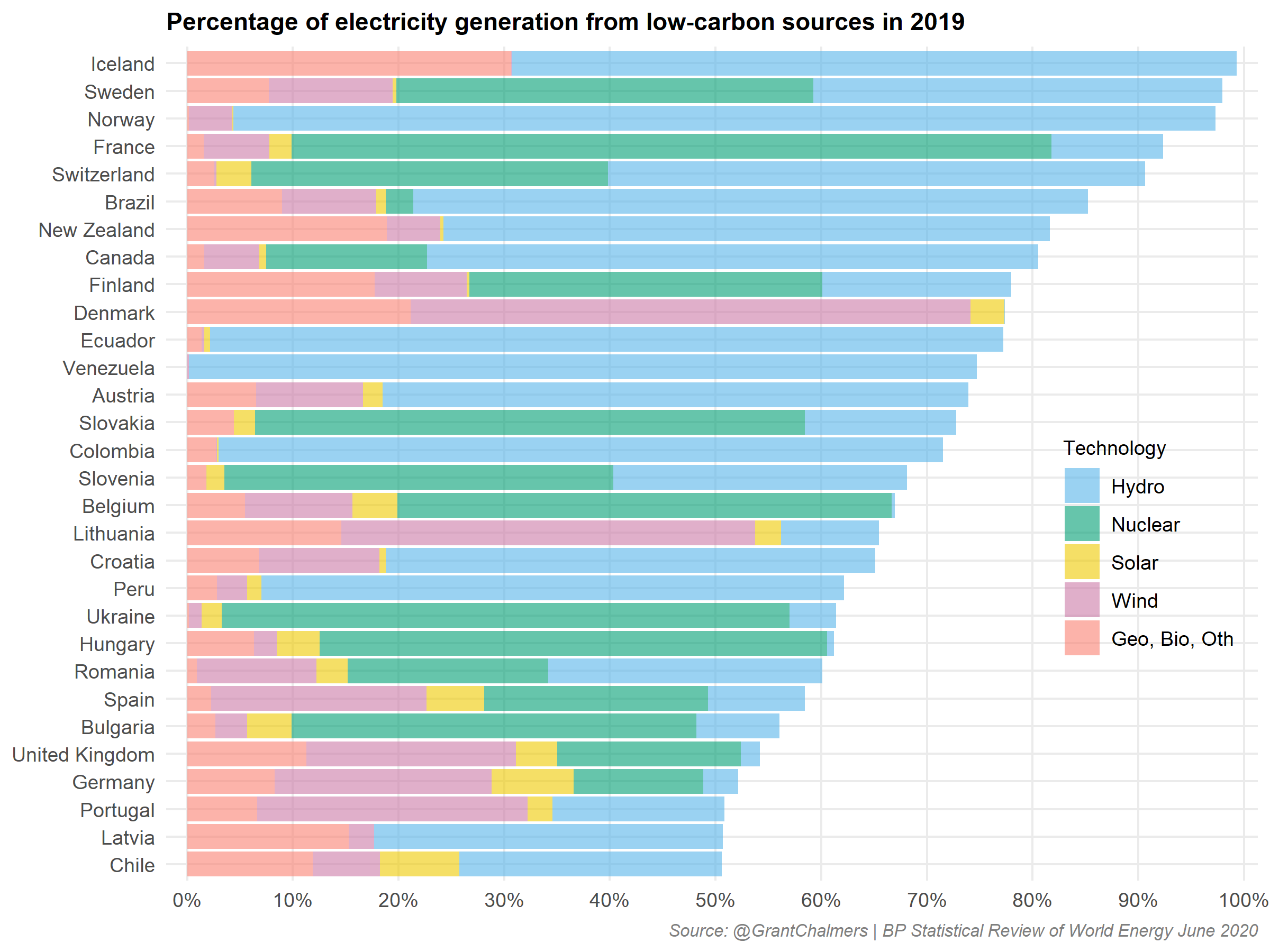
2019년도 저탄소원에서 생산되는 전기의 비율

20세기 후반과 21세기 초반에는 지구 온난화에 관한 중요한 연구 결과가 발표되면서 탄소 배출 억제의 필요성이 강조되었다. 이를 바탕으로 저탄소 발전 아이디어가 탄생되었다. 세계 기상 기구(영어: World Meteorological Organization, WMO)와 유엔 환경 계획(영어: United Nations Environmental Program, UNEP)이 1988년에 설립한 기후변화에 관한 정부간 협의체(IPCC)은 저탄소 발전의 도입에 대한 과학적 우선순위를 설정했다. IPCC는 주기적인 평가 보고서와 특별 보고서를 통해 세계 공동체에 과학적, 기술적 및 사회경제적 자문을 제공해 왔다.
국제적으로 저탄소 전력으로 나아가는 가장 중요한 초기 단계는 대부분의 산업화된 국가들이 탄소 배출을 줄이기로 약속한 2005년 2월 16일에 발효된 교토 의정서의 체결이다. 이 역사적 사건은 저탄소 전력 기술 도입을 위한 정치적 선례를 마련했다.

## 온실가스 배출에 의한 원인들

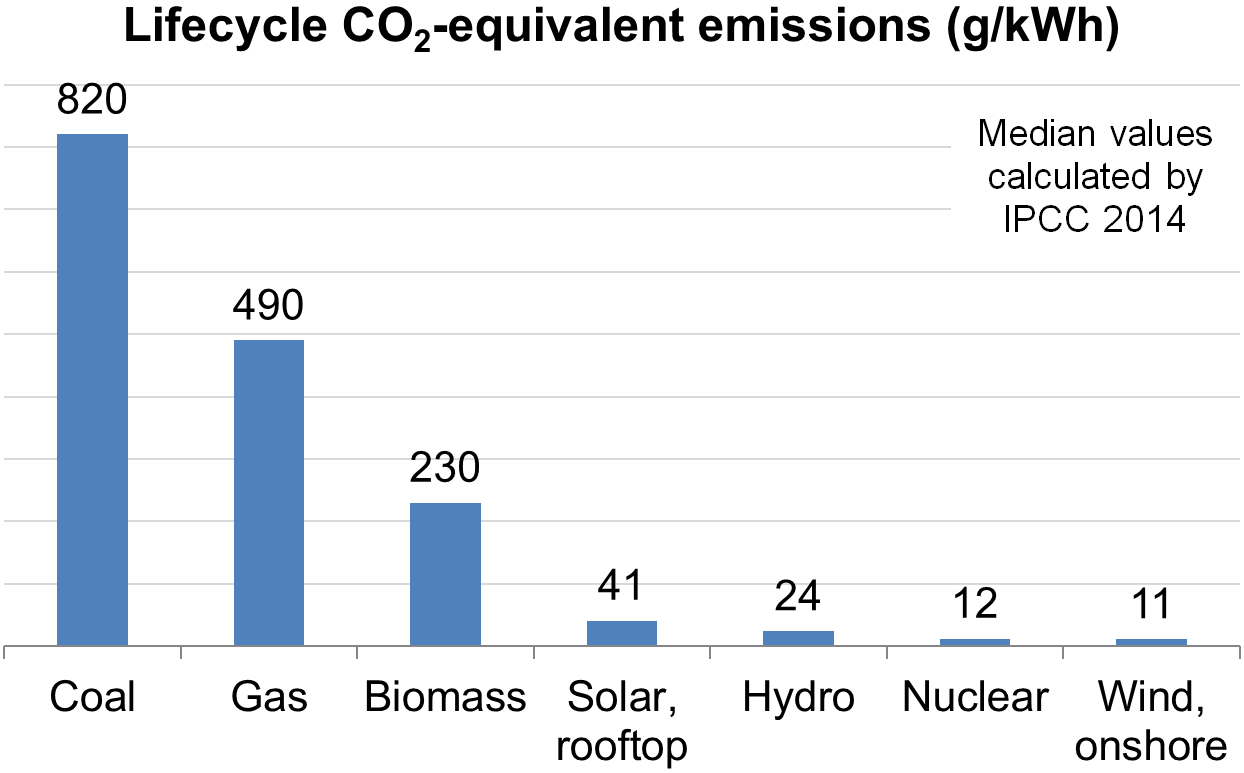
전력생산 IPCC의 CO_{2} 배출량

## 저탄소 발전원의 특성 차별화
현재의 탄소 배출량을 줄이는 다양한 옵션이 있다. 풍력 및 태양광과 같은 옵션은 전적으로 재생 가능한 원본을 사용하여 총 생애 주기 탄소 배출량을 낮게 유지한다. 핵 전력과 같은 다른 옵션은 총 생애 주기 배출량에서 재생 가능하지만 지속 가능한 물질(우라늄)을 소비하는 재생 가능한 기술과 비교 가능한 양의 이산화탄소 배출량을 생성한다. 저탄소 전력이라는 용어는 자연 가스 및 석탄과 같은 세계의 자연 자원을 계속 활용하는 전력도 포함할 수 있지만, 연료로 태우는 동안 이러한 원본에서 이산화탄소 배출을 줄이는 기술을 사용하는 경우에만 해당된다. 2012년 기준으로 이산화탄소 포집 및 저장을 수행하는 시험 공장과 같다.

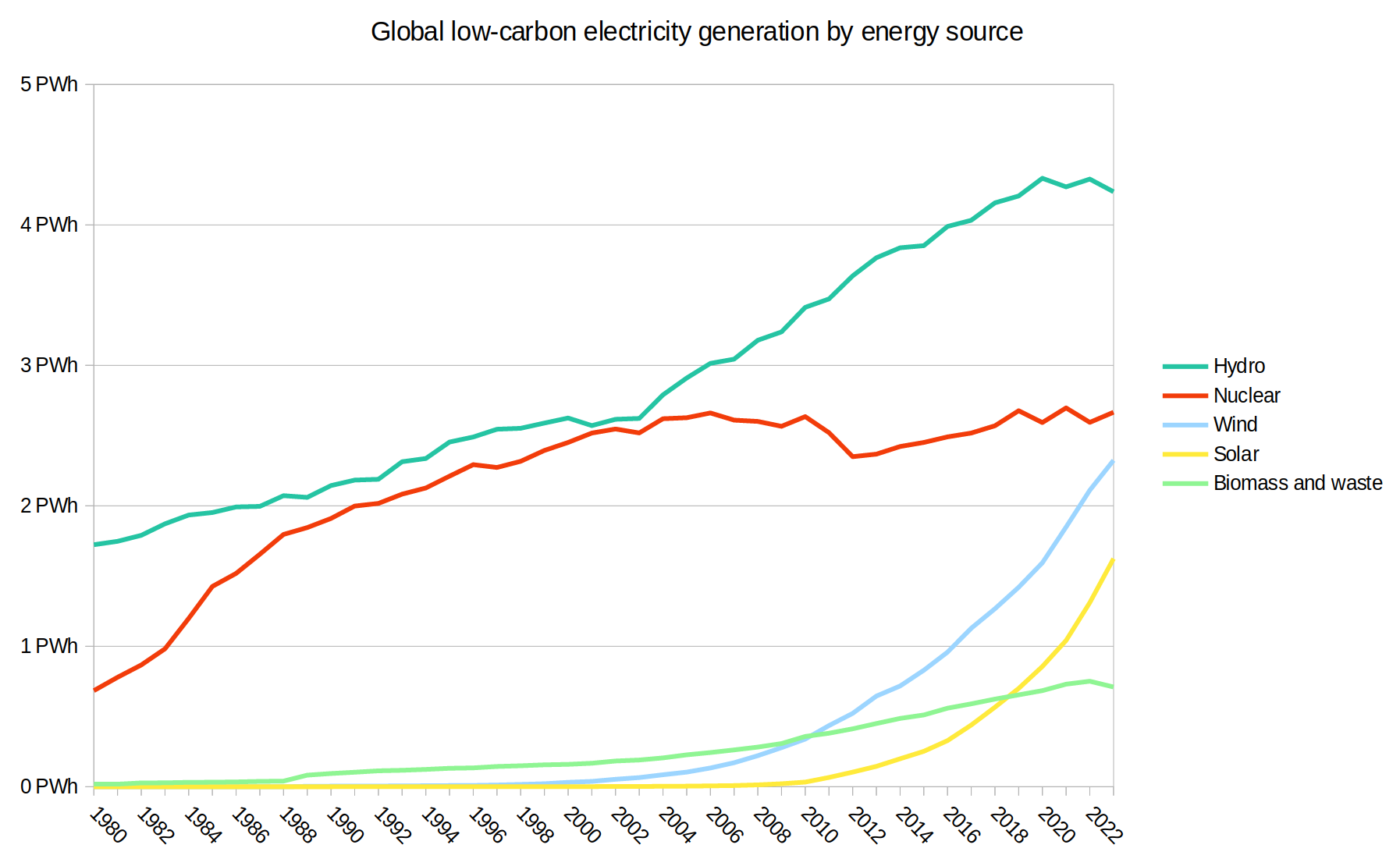
에너지원별 글로벌 저탄소 발전량

전기 부문에서 배출량을 줄이는 비용이 교통 부문과 같은 다른 부문보다 낮아 보인다. 전기 부문은 경제적으로 효율적인 기후 정책 하에 가장 큰 비례적 탄소 감소를 제공할 수 있다.
저탄소 배출량으로 전기를 생산하는 기술은 다양한 규모에서 사용되고 있다. 2020년에는 이러한 기술들이 전체 세계 전기의 거의 40%를 차지했으며, 풍력 및 태양광은 거의 10%를 차지했다.

## 기술
2014년 기후변화에 관한 정부간 협의체 보고서는 핵, 풍력, 태양 및 적합한 위치에 있는 수력 발전을 식별하여 석탄 발전의 생애주기 온실가스 배출량의 5% 미만으로 전기를 공급할 수 있는 기술로 지목했다.

### 수력 발전
수력 발전소는 장수가 된다는 장점을 가지고 있으며, 많은 기존 발전소가 100년 이상 운영되어 왔다. 수력은 전력 그리드 운영 관점에서 매우 유연한 기술이다. 대형 수력은 오늘날의 에너지 시장에서 가장 낮은 비용 옵션 중 하나를 제공하며, 화석 연료와 비교하여도 해로운 배출물이 발생하지 않는다.그러나 보통 저탄소 발전소인 반면, 수력 저류지에서는 온실가스 배출이 낮고, 열대 지역에서는 높은 배출이 발생할 수 있다.

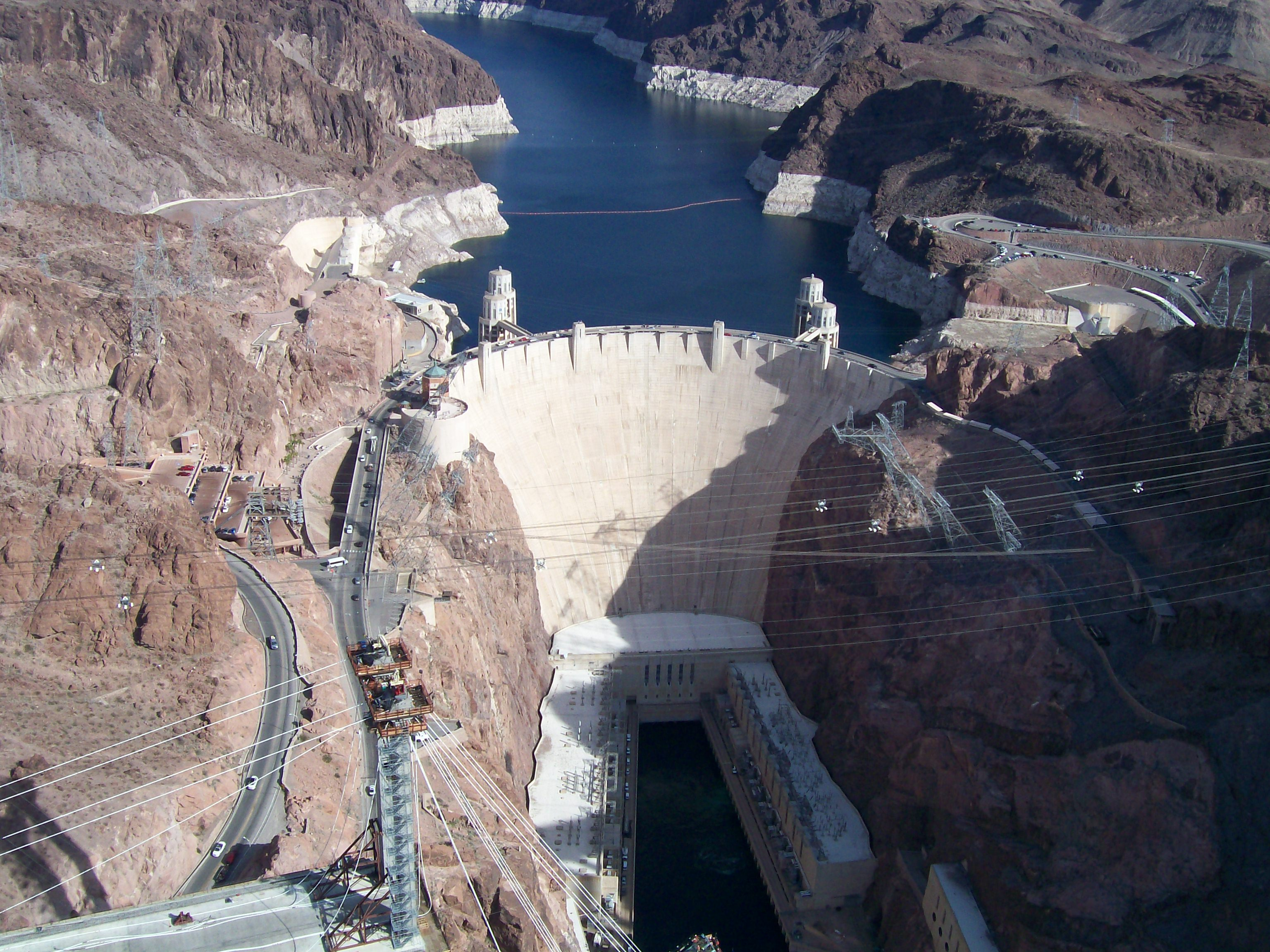
1936년 완공된 후버댐: 세계 최대의 발전소이자 세계 최대의 콘크리트 구조물이었다.

수력 발전은 2019년 전체 전기 사용량의 15.6%를 공급하여 세계에서 가장 큰 저탄소 전력원이다. 중국이 세계에서 가장 큰 수력 발전량 생산국이며, 그 뒤를 브라질과 캐나다가 따른다.
그러나 대형 수력 발전 시스템에는 몇 가지 중요한 사회적 및 환경적 단점이 있다: 저류지가 계획된 곳에 사람들이 거주하는 경우 이동, 건설 및 저수지 침수 과정에서 상당한 양의 이산화탄소와 메탄 배출, 수생 생태계와 조류 생태계의 분해 등이다. 현재 강력한 합의가 이루어져 각국이 다른 수용 섹터와 협력하여 수력 개발을 계획하는 통합적 접근 방식을 채택해야 한다는 것이다.

### 원자력에너지
2013년 기준으로 세계 전력 생산량의 10.6%를 차지하는 원자력은 두 번째로 큰 저탄소 전력원이다.
또한 2010년에는 핵 전력이 27개국으로 이루어진 유럽 연합의 저탄소 에너지의 3분의 2를 공급했다. 일부 EU 국가는 핵 전력으로부터 전력의 많은 부분을 공급받았는데, 예를 들어 프랑스는 전기의 79%를 핵으로부터 공급받았다. 2020년을 기준으로 핵 전력은 EU에서 저탄소 전력의 47%를 공급했으며, 주로 핵 전력에 의존하는 국가들은 1kWh 당 30~60 gCO2eq의 탄소 강도를 달성했다.
2021년에는 유엔 유럽 경제위원회(UNECE)가 핵 전력을 기후 변화를 완화하는 중요한 도구로 규정했으며, 지난 반세기 동안 740억 톤의 이산화탄소 배출을 방지하고 유럽의 에너지의 20%와 저탄소 에너지의 43%를 제공했다고 설명했다.
원자력은 1950년대부터 저탄소 기초부하 전기의 원천으로 사용되어 왔다. 30여 개국에 있는 핵 발전소는 전세계 전기의 약 10%를 생성한다. 2019년 기준으로 핵 전력은 모든 저탄소 에너지의 1/4 이상을 생성하여, 수력에 이어 두 번째로 큰 원천이 되었다.
원자전력의 생애 주기 온실가스 배출량은 우라늄 채굴 및 가공을 포함하여 재생 가능 에너지 원천에서 발생하는 배출과 유사하다. 핵 전력은 단위 에너지 생산량 당 적은 땅을 사용하며, 주요 재생 가능 에너지와 비교할 때 매우 적다. 또한 핵 전력은 지역 공기 오염을 일으키지 않는다. 핵 분열 발전소에 연료로 사용되는 우라늄 광석은 재생 불가능한 자원이지만, 수백에서 수천 년 동안 공급을 제공할만큼 충분한 양이 존재한다. 그러나 현재 상태에서 경제적으로 이용 가능한 우라늄 자원은 제한되어 있으며, 우라늄 생산은 확장 단계에서 따라가기 어렵다. 야심찬 목표와 일치하는 기후 변화 완화 경로는 일반적으로 핵 전력 공급 증가를 예상한다.

1985년 이후 저탄소원에서 생산된 전력의 비중은 소폭 증가하는 데 그쳤다. 재생에너지 배치의 진전은 원자력 발전 비중의 감소로 대부분 상쇄되었다.

원자력이 지속 가능한지에 대한 논란은 주로 핵폐기물, 핵무기 확산 및 사고와 관련된 우려 때문에 있다. 핵 폐기물은 수천 년 동안 관리되어야 하며, 원자력 발전소는 무기로 사용될 수 있는 분열성 물질을 생성한다. 단위 에너지 생산량 당 핵 에너지는 화석 연료보다 훨씬 적은 사고 및 오염 관련 사망을 유발했으며, 핵의 역사적 사망률은 재생 가능 원천과 비교할 때 유사하다. 대중의 핵 에너지에 대한 반대로 인해 핵 발전소는 정치적으로 구현하기 어려울 수 있다.
새로운 핵 발전소 건설의 시간과 비용을 줄이는 것은 수십 년간의 목표이지만, 비용은 여전히 높고 시간적 규모가 길다. 다양한 새로운 형태의 핵 에너지가 개발 중이며, 기존 발전소의 단점을 해결하기를 희망한다. 고속 증식로는 핵 폐기물을 재활용할 수 있기 때문에 지질학적 폐기물 처리가 필요한 폐기물의 양을 크게 줄일 수 있지만, 아직 대규모 상업적 기반에 도입되지 않았다. 토륨을 기반으로 한 원자력은 우라늄 공급이 부족한 국가에 더 높은 에너지 안보를 제공할 수 있을 것이다. 소형 모듈식 원자로는 현재의 대형 원자로보다 여러 가지 장점을 가질 수 있다: 더 빨리 건설할 수 있으며 모듈화로 인한 비용 절감이 가능하다.
핵 합성 반응로를 개발하려는 여러 나라는 소량의 폐기물을 생성하고 폭발 위험이 없는 에너지를 생산할 것이다. 핵 융합 에너지는 실험실에서 발전해왔지만, 상업화하고 규모를 확장하기 위해 필요한 수십 년의 시간규모는 기후 변화 완화를 위한 2050년 순 영 표준에 기여하지 않을 것이다.

### 풍력
이 단락들은 풍력에서 발췌한 것이다.
풍력은 유용한 작업을 생성하기 위해 바람 에너지를 활용하는 것을 말한다. 역사적으로 풍력은 돛, 풍차 및 풍력 펌프에 의해 사용되었지만, 오늘날에는 전기를 생산하는 데 주로 사용된다. 이 문서는 전기 생산용 풍력에만 관여한다. 현재 풍력은 일반적으로 풍력 발전기로 그룹화되어 풍력 발전소에 설치되고 전력 그리드에 연결된다.
2022년에는 풍력이 전 세계 전력의 7%  이상을 공급하여 전체 에너지의 약 2%를 공급했다. 2021년에 약 100 기가와트가 추가되어 대부분 중국과 미국에서, 전 세계 설치 풍력 발전 용량이 800 기가와트를 넘었다. 파리 협정 목표를 달성하기 위해 전 세계 전력 생산의 1% 이상으로 빠르게 확대되어야 한다고 분석가들은 말한다.

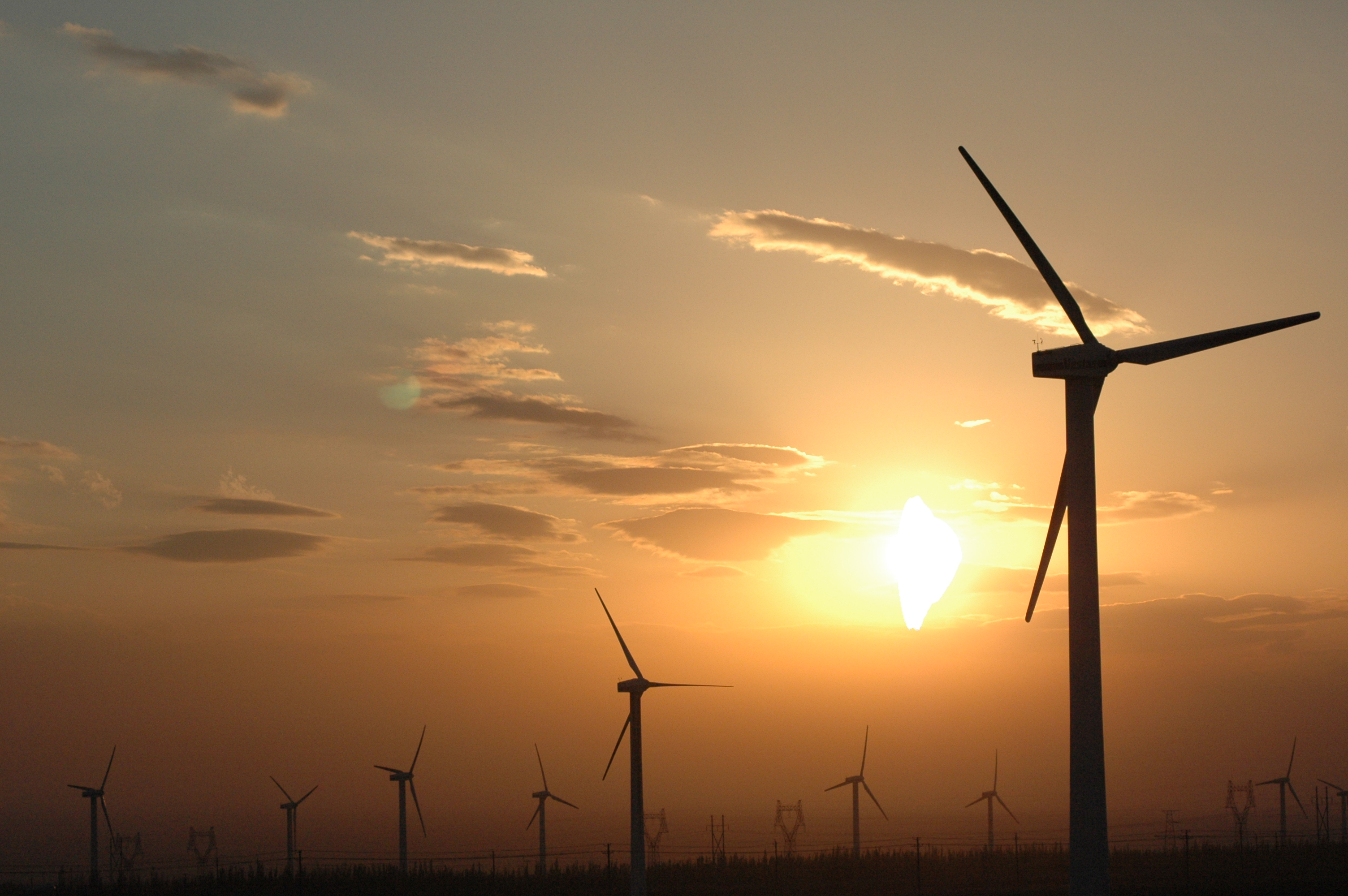
중국 신장의 위치한 풍력발전소

풍력은 지속 가능한 재생 가능 에너지원으로 간주되며 화석 연료를 태우는 것에 비해 환경에 더 적은 영향을 미친다. 풍력은 변동적이므로 신뢰할 수있는 전기 공급을 위해 에너지 저장 또는 기타 분산 발전 에너지원이 필요하다. 육상 풍력 발전소는 대부분의 다른 발전소에 비해 에너지 생산 당 높은 시각적 영향을 미친다. 해상에 위치한 풍력 발전소는 시각적 영향이 적으며 용량 계수가 더 높지만 일반적으로 더 비싸며, 현재 신규 설치량의 약 10%를 차지하고 있다.
풍력은 에너지 생산 당 가장 낮은 비용의 전기원 중 하나다. 많은 지역에서 새로운 육상 풍력 발전소가 새로운 석탄 또는 가스 발전소보다 싼 경우가 많다.
북쪽과 남쪽의 높은 위도 지역은 풍력 발전의 최고 잠재력을 갖는다. 대부분의 지역에서 풍력 생산은 밤에 더 높으며, 태양 전력 출력이 낮은 겨울에 더 높다. 이러한 이유로 많은 국가에서 풍력과 태양 전력의 결합이 적합한다.

### 태양에너지 발전
태양에너지 발전은 태양빛을 전기로 변환하는 과정이다. 이는 광전지(photovoltaics, PV)를 직접 사용하거나 집중 태양광 발전(concentrated solar power, CSP)을 이용하여 간접적으로 이루어진다. 집중 태양에너지 발전 시스템은 렌즈나 거울 및 추적 시스템을 사용하여 넓은 면적의 태양광을 작은 광선으로 집중시킨다. 광전지는 광전효과를 이용하여 빛을 전기 전류로 변환한다.

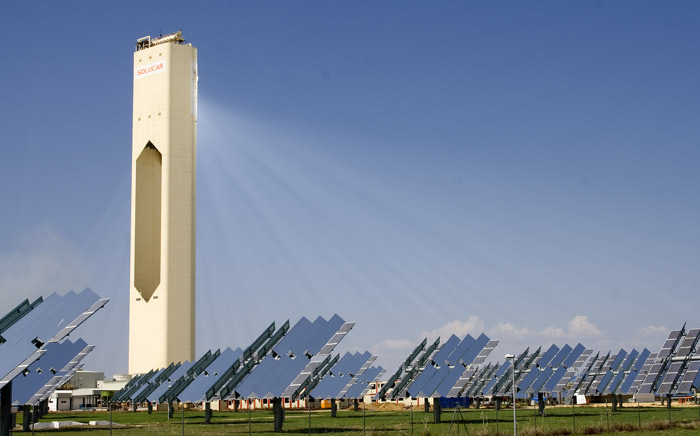
PS10 태양광 발전타워

상업용 집중 태양광 발전 시스템은 1980년대에 처음 개발되었다. 354MW의 SEGS CSP 설치는 캘리포니아의 모하비 사막에 위치한 세계 최대 규모의 태양광 발전소다. 다른 큰 규모의 CSP 발전소로는 스페인의 Solnova 태양광 발전소(150MW)와 Andasol 태양광 발전소(150MW)가 있다. 미국의 200MW 이상인 Agua Caliente 태양광 발전 프로젝트와 인도의 214MW Charanka 태양광 발전소는 세계 최대의 광전지 발전소다. 2014년 말의 세계 전기 사용량에서 태양광 발전의 점유율은 1%였다.

### 지열 발전
주요 기사: 지열 발전
지열 발전은 지열 에너지로부터 생성된 전기를 말한다. 사용되는 기술에는 건조증기 발전소, 플래시증기 발전소 및 이합체 주기 발전소가 포함된다. 지열 발전은 24 개국에서 사용되고 있으며, 지열 난방은 70 개국에서 사용되고 있다.
현재 전 세계 설치 용량은 10,715 메가와트(MW)이며, 최대 용량은 미국(3,086 MW), 필리핀 및 인도네시아에 있다. 지열 에너지의 발전 잠재력에 대한 전기 생산량 추정치는 35에서 2000 기가와트(GW)까지 다르다.
지열 발전은 지구의 열 내용과 비교하여 열 추출이 적기 때문에 지속 가능한 것으로 간주된다. 기존 지열 발전소의 배출 강도는 평균적으로 전통적인 화석 연료 발전소의 그것에 비해 전기 당 122 킬로그램의 이산화탄소(CO2)다.

### 조수 발전
조수 발전은 조수의 에너지를 전기 또는 다른 유용한 형태의 전력으로 변환하는 수력 발전의 한 형태다. 첫 번째 대규모 조수 발전소인 랑스 조수 발전소는 1966년에 운영을 시작했다. 아직 널리 사용되지는 않지만, 조수 발전은 미래의 전기 생산을 위한 잠재력을 가지고 있다. 조수는 바람 에너지와 태양 에너지보다 예측 가능성이 더 높다.

### 탄소 포집 및 저장
탄소 포집 및 저장은 발전소나 다른 산업의 연소 가스로부터 이산화탄소를 포집하여 지하 저장소에 안전하게 묻는 것이다. 관련된 기술은 모두 사용 중이지만, 탄소 포집 및 저장은 다른 산업(예: 슬레이프너 가스 광업장)에서 발생하고 있지만, 아직 발전 산업에서 대규모 통합 프로젝트가 운영되지 않았다.
현재 탄소 포집 및 저장 기술의 개선은 앞으로 약 10년 동안 최소 20~30%의 CO2 포집 비용을 줄일 수 있으며, 개발 중인 새로운 기술은 더 많은 비용 절감을 약속하고 있다.

## 전망 및 요구사항

### 배출

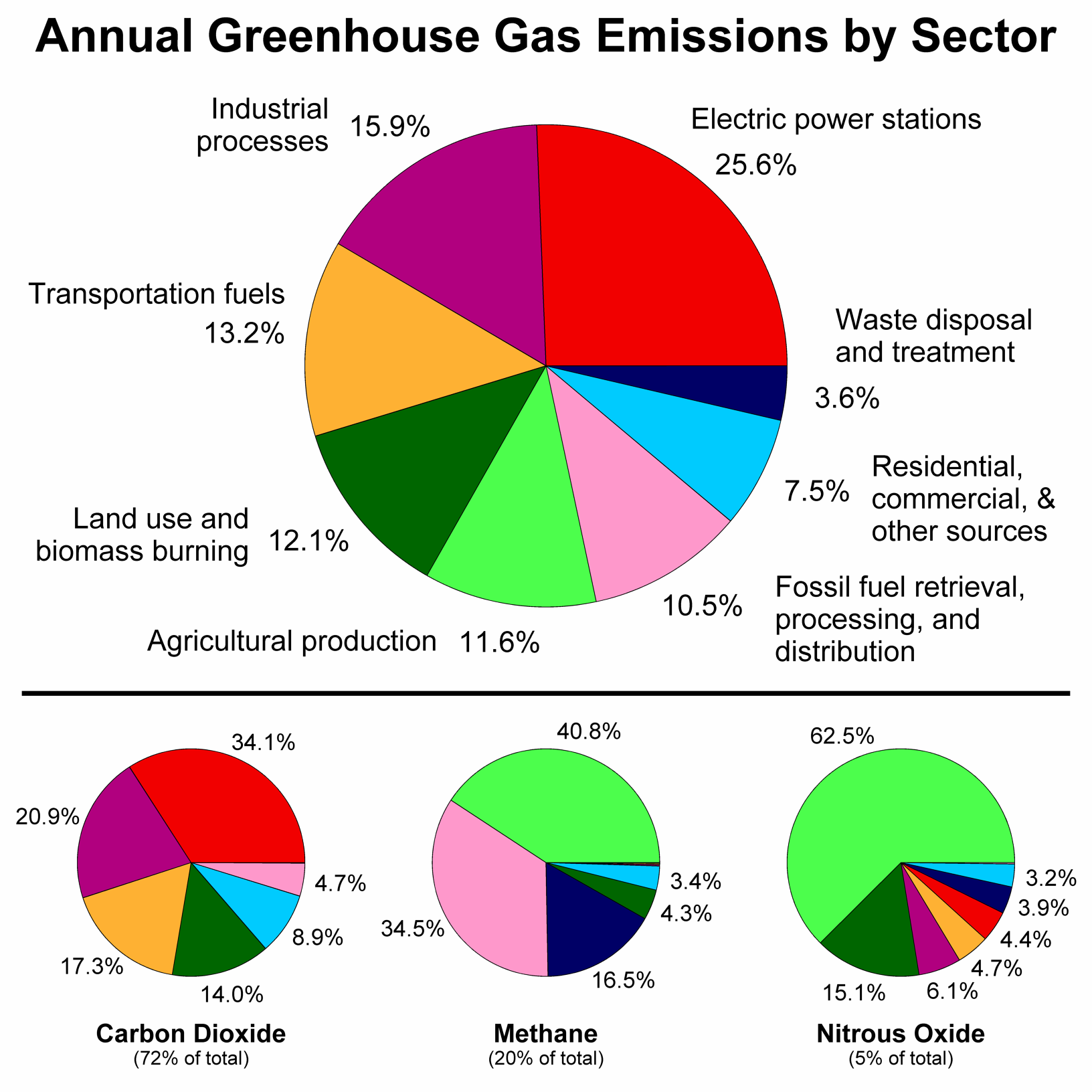
부문별 온실가스 배출량

기후변화에 관한 정부간 협의체는 최초 작업그룹 보고서에서 "20세기 중반 이후의 세계 평균 기온 상승 대부분은 매우 높은 확률로 인류의 영향으로 인한 온실가스 농도 증가로 인한 것"이라고 밝혔다.
모든 인류의 온실가스 배출량의 백분율로서 이산화탄소(CO2 )는 72%를 차지하며, 대기 중 농도는 1958년의 315부터 2005년에는 375 이상의 부분으로 증가했다.
에너지로 인한 배출은 모든 온실가스 배출량의 61.4% 이상을 차지한다. 전통적인 석탄 연료 원천으로부터의 전력 생산은 세계 온실가스 배출량의 18.8%를 차지하며, 도로 교통이 배출하는 양의 거의 두 배다.
추정에 따르면 2020년까지 세계적으로 탄소 배출량이 2000년보다 두 배 이상 증가할 것으로 예상된다.
유럽 연합은 내년에 연합 내 모든 27개 국가에 대한 순 제로 배출을 의무화하는 법을 채택할 것을 희망한다.

### 전기 사용

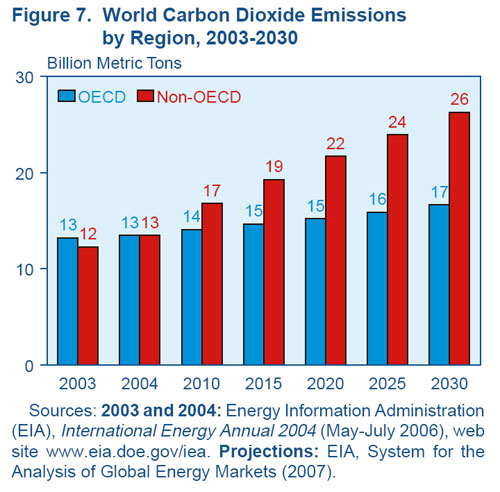
지역별 온실가스 배출

2003년의 123,000 TWh (421 quadrillion BTU)에서 2030년에는 212,000 TWh (722 quadrillion BTU)로 세계 에너지 소비가 예상된다. 이 같은 기간 동안 석탄 소비가 거의 두 배로 증가할 것으로 예측된다. 가장 빠른 성장은 중국과 인도를 비롯한 비-OECD 아시아 국가에서 관찰되며, 여기서 경제 성장이 증가된 에너지 사용을 견인하고 있다. 탄소 배출 수준을 안정적으로 유지하면서 세계 전기 수요가 계속 증가할 수 있도록 저탄소 전력 옵션을 도입하는 것이 가능하다.
교통 부문에서는 화석 연료에서 전기 자동차로의 이동, 특히 대중 교통과 전기 자동차로의 이동이 있다. 이러한 추세는 작지만 결국 전기 그리드에 큰 수요를 추가할 수 있다.
가정 및 산업용 난방 및 온수는 주로 연료 오일이나 천연 가스를 소비자의 장소에서 연소하여 공급되어 왔다. 일부 국가에서는 전기로 전환을 촉진하기 위해 열 펌프 할인을 시작하여 전기 그리드에 큰 수요를 추가할 수 있다.

### 에너지 기반
석탄 발전소는 저탄소 발전에 비해 시장 점유율을 잃고 있으며, 2020년대에 건설된 발전소는 용량 요소가 감소함에 따라 남는 자산 또는 고립된 비용이 될 위험이 있다.

### 투자
저탄소 전력원 및 기술에 대한 투자가 급속하게 증가하고 있다. 제로 탄소원은 세계 에너지의 약 2%를 생산하지만, 발전에 대한 세계 투자의 약 18%를 차지하며, 2006년에는 1조 달러의 투자 자본을 유치했다.

## 같이 보기
- 기후변화 완화
- 탄소흡수원
- 배출권 거래제
- 에너지 개발
- 지속 가능한 에너지